# Římskokatolická farnost Jedlka
Římskokatolická farnost Jedlka (něm. Höflitz) je církevní správní jednotka sdružující římské katolíky na území vesnice Jedlka a v jejím okolí. Organizačně spadá do děčínského vikariátu, který je jedním z 10 vikariátů litoměřické diecéze. Centrem farnosti je kostel svatého Anny v Jedlce.

## Historie farnosti
Poprvé zde farnost byla založena v roce 1234. Ta však v pozdější době zanikla. V letech 1628-1675 spadalo území farnosti pod farnost Benešov nad Ploučnicí. Následně zde byla v roce 1675 znovu zřízena farnost a od 17. května 1675 se jejím prvním farářem stal R.D. Joannes Udin. Kostel v Jedlce byl rozšiřován v roce 1460, a v roce 1588 prošel rekonstrukcí. V letech 1716-1723 byl částečně upraven v barokním slohu. Ve 20. století kostel zchátral, a začátkem 21. století byl rekonstruován. 22. září 2012 proběhlo jeho požehnání po opravě litoměřickým biskupem Janem Baxantem.

### Duchovní správcové vedoucí farnost
Začátek působnosti jmenovaného v duchovní správě farnosti od:
- 17. 5. 1675 proto-par. (prvo-farář) Joannes Udin
- 1693   Math. Alex. Kühnel
- 1702   Franc. Thadd. Matzke
- 28. 5. 1704 Franc. Adalb. Rheinisch, † 5. 9. 1719
- 25. 9. 1719 Wencesl. Ferd. Götz
- 17. 11. 1725 Wenceslaus Hayn
- 28. 1. 1727   Franciscus Frederic. Rosche
- 17. 5. 1731   Joannes Anton. Vogel
- 19. 8. 1762   Franciscus Sehan
- 31. 8. 1763   Franciscus Hain, † 25. 7. 1764
- 11. 8. 1764   Jos. Ahne, † 18. 11. 1784
- 1770   Benedict. Krolopp, † 30. 12. 1794
- 1795   Ioann. Zimler, n. 31. 3. 1761 Horžicens., o. 15. 7. 1788, † 21. 6. 1831
- 1812   Jos. Guth, n. 11. 7. 1755 Pont., o. 10. 3. 1781, † 16. 5. 1836
- 1837   Wenc. Burian, n. 24. 5. 1798 Taucherschin, o. 3. 9. 1828, † 26. 8. 1872
- 1873   par. vacat, admin. interc. Henric. Schrötter
- 1874   Henr. Schrötter, n. 2. 5. 1843 Bensen, o. 15. 7. 1868, † 16. 12. 1912
- 1898   par. vacat, admin. interc. Ignat. Fridrich
- 1899   Ignat. Fridrich, n. 24. 8. 1865 Sobotka, o. 16. 5. 1889, † 3. 9. 1903
- 1903   par. vacat, admin. interc. Wenc. Keist
- 1904   Jul. Brenner, n. 21. 6. 1873 Giessen, o. 4. 6. 1898, † 1. 3. 195? Kochel
- 1914   Franc. Wirth, n. 7. 12. 1884 Kaaden, o. 14. 7. 1907, † 16. 8. 1959
- 1. 11. 1940 par. vacat, admin. exc. Ferdinand Klinger
- 1. 7. 1941 par. vacat, admin. Guil. Herbrand
- 1. 11. 1945 Ludov. Seifert
- 1. 10. 1948 František Šemík
- 12. 8. 1953 Jan Jeníček
- 1. 8.  1954 Tomáš Holoubek
- 1. 4.  1957 Jaroslav Novosad
- 19. 3. 1959 František Appl
- 1. 8.  1970 Ladislav Kubíček
- 1. 8.  1972 Karel  Volejníček
- 1. 7.  1975 Jan Bláha
- 1. 7.  1990 Pavel Zach
- 1. 4.  1991 Jaroslav Gajdošík
- 1. 10. 1992 Jiří Sucharda
- 1. 8.  1998 Štefan Pilarčík
- 1. 7. 2001 Bohuslav Bártek, admin. exc. z Benešova nad Ploučnicí
- 1. 7. 2006 František Segeťa, admin. exc. in spiritualibus ze Srbské Kamenice
  - 1. 7. 2006 Marcel Hrubý, admin. exc. in materialibus ze Srbské Kamenice
- 1. 4. 2016  Jozef Kujan SDB, admin. exc. in spiritualibus z Jiříkova, od 1. 9. 2017 z Rumburku[1]

Kromě kněží stojících v čele farnosti, působili ve farnosti v průběhu její historie i jiní kněží. Většinou pracovali jako farní vikáři, kaplani, katecheté, výpomocní duchovní aj.

## Území farnosti
Do farnosti náleží území těchto obcí:
- Jedlka
- Malá Veleň
- Velká Veleň

## Římskokatolické sakrální stavby na území farnosti
| | Fotografie | Stavba                       | Místo       | Bohoslužby                      | Zeměpisné souřadnice             | Status       | Číslo kulturní památky           |
| Kostel | Kostel     | Kostel                       | Kostel      | Kostel                          | Kostel                           | Kostel       | Kostel                           |
| --- | ---------- | ---------------------------- | ----------- | ------------------------------- | -------------------------------- | ------------ | -------------------------------- |
| 1. |            | Kostel sv. Anny              | Jedlka      | bližší informace o bohoslužbách | 50°44′38″ s. š., 14°16′43″ v. d. | farní kostel | 19934/5-3830 (Pk•MIS•Sez•Obr•WD) |
| Kaple |            |                              |             |                                 |                                  |              |                                  |
| 2. |            | Kaple Navštívení Panny Marie | Velká Veleň | bližší informace o bohoslužbách | 50°43′47″ s. š., 14°15′15″ v. d. | kaple        | —                                |
| Některé drobné sakrální stavby a pamětihodnosti lze dohledat zde v databázi Drobné sakrální památky Zaniklé sakrální stavby lze dohledat zde v databázi Poškozené a zničené kostely, kaple a synagogy v České republice |            |                              |             |                                 |                                  |              |                                  |

Ve farnosti se mohou nacházet i další drobné sakrální stavby, místa římskokatolického kultu a pamětihodnosti, které neobsahuje tato tabulka.

## Příslušnost k farnímu obvodu
Z důvodu efektivity duchovní správy byl vytvořen farní obvod (kolatura) farnosti Srbská Kamenice, jehož součástí je i farnost Jedlka, která je tak spravována excurrendo. Přehled těchto kolatur je v tabulce farních obvodů děčínského vikariátu.